# Un amour en kit
Un amour en kit est un téléfilm franco-belge réalisé par Philippe de Broca en 2001 et diffusé en 2003.

## Synopsis
Roland, la trentaine, est un gardien et homme à tout faire dans un camping, sur les bords de la Mer du Nord. Un jour, une jeune femme du nom de Delphine arrive au camp et Roland en tombe tout de suite amoureux. À la suite d'une dispute avec son copain dont elle tient une baraque à frites non loin de là, Delphine est soutenue par Roland, dont elle tombe amoureuse à son tour. Le coup de foudre devient réciproque, ils décident de vivre ensemble. Sur les conseils de leur ami Jeff, un représentant en Bibles reconverti dans la vente de maisons en kit, ils en achètent une à crédit pour y vivre. Mais Delphine tombe enceinte et, le camping ayant fermé pour l'hiver, Roland est obligé de s'embaucher comme vigile de nuit dans un entrepôt. Le temps et les compétences leur manquent et ils n'arrivent pas à finir la construction de leur maison. Petit à petit, leur vie devient un cauchemar quand ils acceptent d'y héberger leurs amis pour les aider dans leurs travaux... Mais Jeff va finir par trouver une solution qui sauvera tout le monde.

## Fiche technique
- Réalisateur : Philippe de Broca
- Scénario et dialogues : Philippe Madral
- Durée : 95 minutes
- Année de production : 2001[1]

## Distribution
- Bruno Slagmulder : Roland Galuchet
- Élodie Navarre : Delphine
- Gérard Rinaldi : Jeff
- Gérard Vivès : Brando
- Roger Dumas : Raoul Galuchet
- Karine Belly : Paula
- Stéphane De Groodt : l'huissier